# Gottfried Grünewald
Pour les articles homonymes, voir Grunewald.
Gottfried Grünewald (baptisé le 15 octobre 1673 à Seifhennersdorf ; mort le 19 ou 20 décembre 1739 à Darmstadt) est un chanteur, claveciniste et compositeur allemand de musique baroque.

## Biographie
On ne sait rien de sa jeunesse ni de sa formation. À partir de 1703 il est chanteur (voix de basse) à l'opéra de Hambourg (il chante dans l'opéra Almira de Haendel) ; puis il travaille quelque temps à Weissenfels ou il fait la connaissance de sa future épouse, la fille du compositeur Johann Philipp Krieger. À compter de 1712, il est vice-maître de chapelle à la Cour de Darmstadt en tant qu'adjoint de Christoph Graupner. Vers 1717, on signale quelques voyages en tant que virtuose du pantaléon. Il reste à son poste à la Cour princière jusqu'à sa mort.

## Œuvres
On ne conserve de ses œuvres que sept partitas pour le clavecin qui sont composées dans le style de l'époque. Tout le reste est perdu, peut-être sur instructions du compositeur qui aurait ainsi suivi les dispositions prises par Graupner, lequel prévoyait de faire détruire ses compositions après son décès.
On a des documents établissant que Grünewald a composé pendant son séjour à Hambourg un opéra intitulé Germanicus dans lequel il tenait le rôle-titre.